# Yahoo! Maps

### История
Yahoo! Maps — карты от Yahoo!.
Существовавший до 30 июня 2015 года бесплатный картографический сервис, предоставлявшийся компанией Yahoo! и созданый в 2002 году в качестве замены сервису MapQuest. Сервис был аналогом Google Maps. В 2019 году на некоторое время возобновлял работу в США, но затем в октябре закрылся окончательно. В Yahoo! Maps имелось три основных режима просмотра — карта, вид сверху и гибрид. Имеется бизнес-справочник и карта автомобильных дорог с поиском маршрутов, охватывающая США и Канаду. Имелась возможность просмотра информацию о пробках на некоторых дорогах США. Также были представлены карты многих крупнейших городов мира.
Для работы сервиса требовался включённый в браузере JavaScript( с 2013 года до закрытия) или Flash-плагин (до 2019).

## Картографические основы
Картографические данные предоставлялись NAVTEQ и Tele Atlas. Высокодетальные космоснимки метрового разрешения предоствлялись Yahoo! Maps компанией GeoEye. Имелись снимки разрешения 1-2 метра практически на всю территорию США, а также для ряда крупных городов по всей планете.

## Города бывшего СССР на Yahoo! Maps
На Yahoo! Maps можно было увидеть высокодетальные снимки ряда крупных городов постсоветского пространства, таких, как Москва, Санкт-Петербург, Новосибирск, Екатеринбург, Челябинск, Нижний Новгород, Ростов-на-Дону, Воронеж, Иркутск, Киев, Днепр, Одесса, Запорожье, Львов, Минск, Вильнюс, Таллин, Тбилиси, Баку, Ташкент.

## Сравнение космоснимков Yahoo! Maps и Google Maps
Площадь высокодетальных космоснимков Yahoo! Maps (источник — GeoEye, разрешение 1 м) по сравнению с Google Maps (источник — DigitalGlobe, разрешение 0,6 м) невелика, но снимки представляют интерес, так как неплохо обработаны. Есть ряд снимков, которые вы не найдёте на геосервисах Google. Некоторые снимки новее (снимок Минска на Yahoo! Maps — 2006 г., на Google Maps снят 03.04.2004). Но в целом космоснимки Google Maps свежее снимков Yahoo! Maps.
Сравнить мозаики высокодетальных снимков постсоветского пространства от Google и Yahoo! можно при помощи   файла KMZ Google Maps  KMZ для приложения Google Earth, в котором отмечены все зоны высокодетальных космоснимков Yahoo! Maps.

## Yahoo! Maps для разработчиков
Имелось API для Yahoo! Maps для интеграции Yahoo! Maps на веб-сайты с геоданными.
Существовало Yahoo! Maps API трёх видов:
- Flash API, который использует платформу Adobe Flash. Имеются три вариации, что позволяет разработчику писать на JavaScript, ActionScript, или Adobe Flex 1,5.
- Ajax API для интерактивных карт, которые используют возможности, присущие браузерам, без использования Flash плагина. Ajax приложения написаны на JavaScript.
- «Простой» API. Простой API представлял собой XML формат данных (расширенный GeoRSS), для отображения точек данных поверх Yahoo! Maps. В Flash и Ajax API также есть поддержка отображения данных формата GeoRSS.